# Kołobrzeska Kolej Wąskotorowa

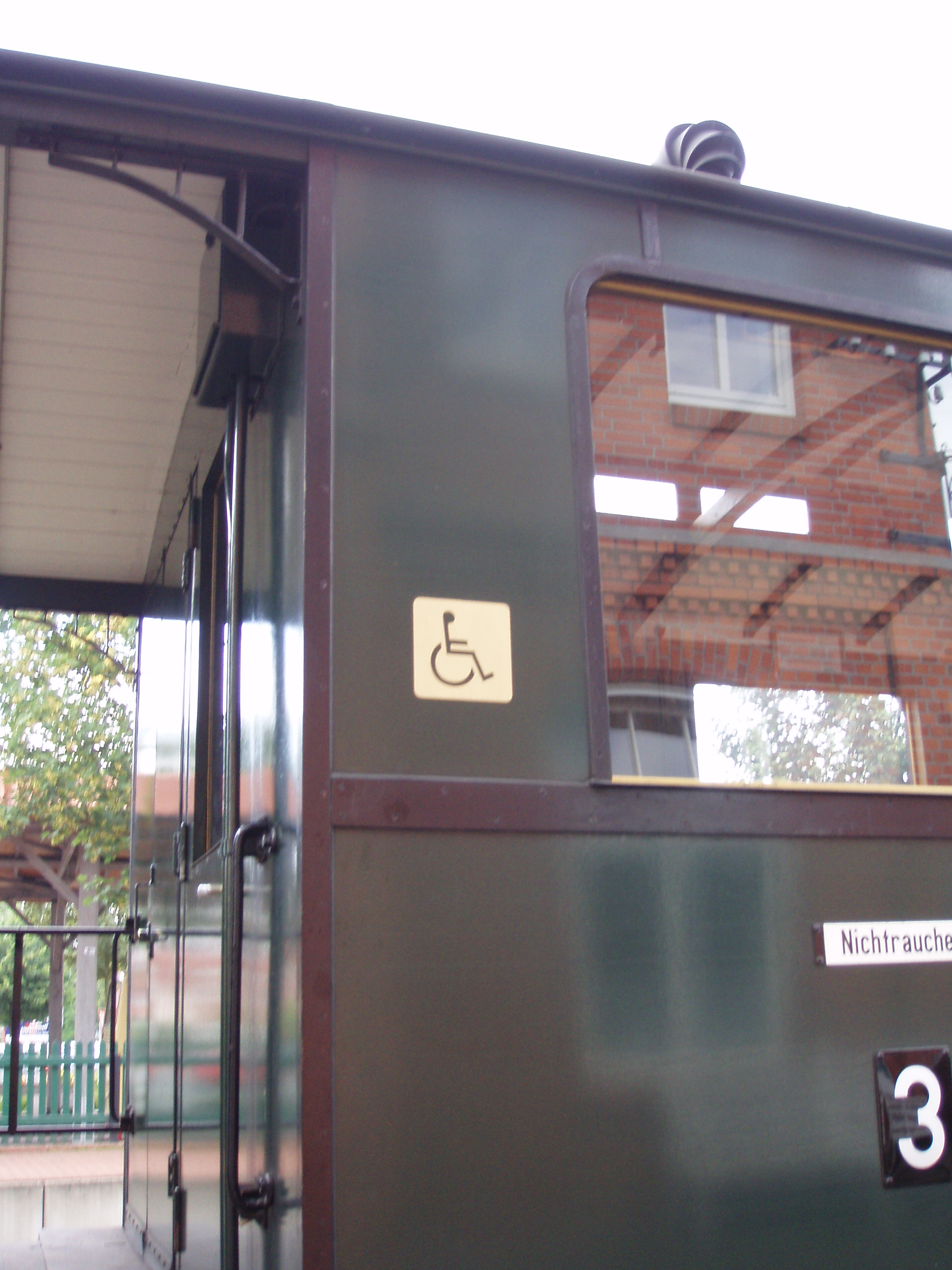
Wagon Kolberger Kleinbahn

Kołobrzeska Kolej Wąskotorowa (niem. Kolberger Kleinbahn – KKB) – była kolej wąskotorowa na Pomorzu Zachodnim o długości 124 km torów i szerokości 1000 mm.

## Historia
Pierwszy odcinek Kołobrzeg – Gościno – Rymań o długości 36 km otwarty został w dniu 27 maja 1895 r. Kilka dni później, w dniu 1 czerwca 1895 r., uruchomiono odcinek Rymań – Resko Płn. Wąsk., gdzie później linia otrzymała połączenie z Reską KW. W dniu 22 września 1895 r. ruszyły pociągi na trasie z Gościna do Sławoborza, a w dniu 9 grudnia 1899 r. połączono Kołobrzeską KW z Gryficką KW budując odcinek ze Skrzydłowa do Tąpadeł. 10 lat później, w dniu 10 listopada 1909 r., uruchomiono odcinek z Gościna do wsi Pobłocie Wielkie, a po kolejnych 6 latach przedłużono go do Karlina Wąsk. i otwarto odnogę z Lubiechowa do Włościborza.
W pierwszych latach po II wojnie światowej na prawie wszystkich odcinkach panował dość intensywny ruch pociągów pasażerskich i towarowych. Już w 1959 r. pociągi osobowe przestały kursować na odcinku Gościno– Lepino Trójkąt, a linia z Lubiechowa do Włościborza, służąca wyłącznie ruchowi towarowemu, padła pastwą pierwszych redukcji i została rozebrana. W 1961 r. przestały kursować pociągi z Kołobrzegu do Gościna i wkrótce linię tę również rozebrano. W tym samym czasie wstrzymano ruch pociągów osobowych na trasie Skrzydłowo – Resko Płn., a w 1964 r. przestały kursować pociągi na trasie Gościno – Karlino, którą jeszcze w tym samym roku rozebrano. Do 1962 r. kursowały pociągi pasażerskie na trasie Gryfice – Gościno, a do 1966 r. w skróconej relacji do Rymania. Na pozostałych liniach pozostał ruch towarowy, który przez długie lata, do 1990 r., odgrywał jeszcze dużą rolę. Później, do 1995 r., odbywały się coraz mniejsze przewozy na trasach Gościno – Lepino Trójkąt – Białogard i Rymań – Tąpadły. Odcinek Tąpadły – Skrzydłowo – Resko Płn. do 1996 r. służył do przewozu taboru na naprawy do Reska. Jedynie na odcinku Lepino Trójkąt – Sławoborze od 1992 r. nie kursowały żadne pociągi i oficjalnie został on zamknięty w 1996 r. Cała sieć straciła spójność w czerwcu 1999 r., gdy zdemontowano przęsła torów na przejazdach kolejowo-drogowych w ciągu drogi E28 w Wicimicach, Rymaniu i Ramlewie. W okolicach Gościna (układ torowy stacji, linia w kierunku Sławoborza i częściowo linia w kierunku Rymania) oraz tory na odcinku Skrzydłowo – Tąpadły częściowo zdemontowano na przełomie lat 2006/2007.

## Stacje i przystanki
Stacje na liniach Kołobrzeskiej KW
| km                                  | polska nazwa               | niemiecka nazwa                             |
| linia Kołobrzeg Wąsk. – Gościno     |                            |                                             |
| 0,0                                 | Kołobrzeg Wąsk.            | Kolberg Ldb.                                |
| 1,3                                 | Kołobrzeg Kostrzewno Wąsk. | Kolberg Vorbahnhof, Kolberg Siederland Ldb. |
| 3,4                                 | Radzikowo                  | Neugeldern                                  |
| 5,0                                 | Zieleniewo                 | Sellnow (Kr. Kolberg)                       |
| 6,7                                 | Bezpraw                    | Kautzenberg                                 |
| 8,4                                 | Błotnica-Przećmino         | Spie-Prettmin                               |
| 12,0                                | Charzyno                   | Garrin                                      |
| 15,7                                | Ząbrowo Wąsk.              | Semmerow                                    |
| 17,3                                | Jarogniew                  | Karlshof (bei Kolberg)                      |
| 19,3                                | Gościno                    | Groß Jestin                                 |
| linia Gościno – Sławoborze          |                            |                                             |
| 0,0                                 | Gościno                    | Groß Jestin                                 |
| 1,1                                 | Gościno Żalno              | Groß Jestin Friedhof                        |
| 4,4                                 | Karkowo                    | Karkow (Pommern)                            |
| 6,5                                 | Dargocice                  | Eickstedtswalde                             |
| 8,4                                 | Wierzbka Dolna             | Groß Vorbeck                                |
| 9,8                                 | Ramlewo                    | Ramelow (bei Kolberg)                       |
| 12,0                                | Sikorzyce                  | Meisegau                                    |
| 14,2                                | Rokosowo Kołobrzeskie      | Rogzow (Kr. Kolberg)                        |
| 15,6                                | Lepino                     | Leppin                                      |
| ca 16,1                             | Lepino Trójkąt             | –                                           |
| 20,2                                | Sławoborze                 | Stolzenberg                                 |
| linia Skrzydłowo – Resko Płn. Wąsk. |                            |                                             |
| 0,0                                 | Skrzydłowo                 | Mühlenbruch                                 |
| 4,4                                 | Ostrobodno                 | Ostenheide                                  |
| 5,6?                                | Myszyna                    | ?                                           |
| 7,5                                 | Stołążek                   | Stölitzhöfchen                              |
| 9,0?                                | Puszczyki                  | Sprockheideweiche                           |
| 11,0                                | Iglice                     | Geiglitz                                    |
| 12,0?                               | Malenino                   | ?                                           |
| 14,0                                | Potuliny                   | Flackenhagen (Pommern)                      |
| 15,8                                | Łabuń Mały                 | Neu Labuhn                                  |
| 17,5?                               | Prusim nad Regą            | Prützen                                     |
| 19,0                                | Resko Pn. Wąsk.            | Regenwalde Ldb.                             |